# 新北八二三臺海戰役紀念碑
25°00′07″N 121°30′52″E / 25.001918°N 121.514465°E
新北八二三臺海戰役紀念碑，位在臺灣新北市中和區八二三紀念公園，1998年建。

## 建立
八二三砲戰結束後，中華民國先於1959年在金門縣南雄營區建立紀念碑、其次為1973年在金湖鎮鵲山圓環，1986年在烈嶼鄉。1995年7月7日，立法院國是論壇在討論是否為對日抗戰建紀念碑時，國民黨立委陳清寶、陳志彬則請政府為八二三砲戰在臺灣建碑，獲多位在野黨立委認同。呂芳煙在臺北縣縣議員期間，向國防部爭取到預算，而讓中和能與高雄同步建碑。中和與八二三戰役的淵源是砲戰期間，金門縣政府為安頓戰地眷屬，特以縣政府員工宿舍修繕費用，在中和購地興建太武山莊、復興新村、太湖新莊、浯江新村和九如新村等五處眷村。1997年6月11日，國防部、中華民國八二三戰役協會、縣府兵役局等單位相關人員在中和市公所會商，決定由國防部委託縣府辦理發包，以建碑新台幣一千萬元、周邊綠化五百萬元在中和市四號公園（今八二三紀念公園）內設立紀念碑。
1998年3月26日，台中縣八二三戰役戰友協會何萬等四十五人北上祝賀總會理事長呂芳煙當選中和市長時，呂芳煙強調八二三紀念碑將在該年8月落成。4月3日，相關單位人員到市公所磋商施工，達成一周內開工的結論。9月9日早上9點舉行揭碑儀式時，市長呂芳煙、副總統連戰、國防部副部長王文燮、監察委員許新枝擔任揭碑人，副參謀總長夏瀛洲、總政戰部主任曹文生、立法委員韓國瑜、趙永清、劉盛良、丁守中、陳癸淼、國大代表黃澎孝、縣議員簡文劉、陳鴻源、台北市議員周柏雅、李慶安等多人到場觀禮。
紀念碑上方標語「戰爭無情、和平無價」，此話為金門縣紀念活動會使用的主題，也是呂芳煙會在哀弔活動說的話。石碑正面署名當時建立的國防部長、台北縣長跟中和市長，背面署名是各地八二三協會的理事長與總會理事長，皆無陣亡將士的名字。

## 風水
碑址所在地的公園為長方形基地，四分之三屬於中和，只有靠安樂路一帶是永和轄區。原先碑址正好在國立臺灣圖書館基地，之前1997年9月17日在中和市市長童永雄主持協商會議下，將碑改在永和方向入口處。造型引發了風水疑慮，反對者幾乎全是永和市民。永和住戶陳俊良等人認為碑體高達31.5公尺，兩把劍及三枚炸彈造型影響附近居民住處風水，且底座弧狀有若虎口而不利前後住戶。1998年8月3日，永和住戶前往施工地懸掛白布條，導致施工人員以鐵條毆打興雙和電視台攝影記者。7日，永和市民代表黃慶霖表明不反對建碑，但造型讓居民感覺不舒服。11日，發現趕工的碑體正面、左側及背面遭噴上紅漆，在後方的弧狀碑頂上也有紅漆。中和警分局長孫翼德於是與永和分局長劉來通聯絡，以連同附近的中和安平派出所、永和福和派出所加強勤務。面對風水疑慮，民進黨籍永和市民代表廖淑清在10日找來堪輿師許大方觀看後，結論是碑狀可修圓、降低高度便可化解。

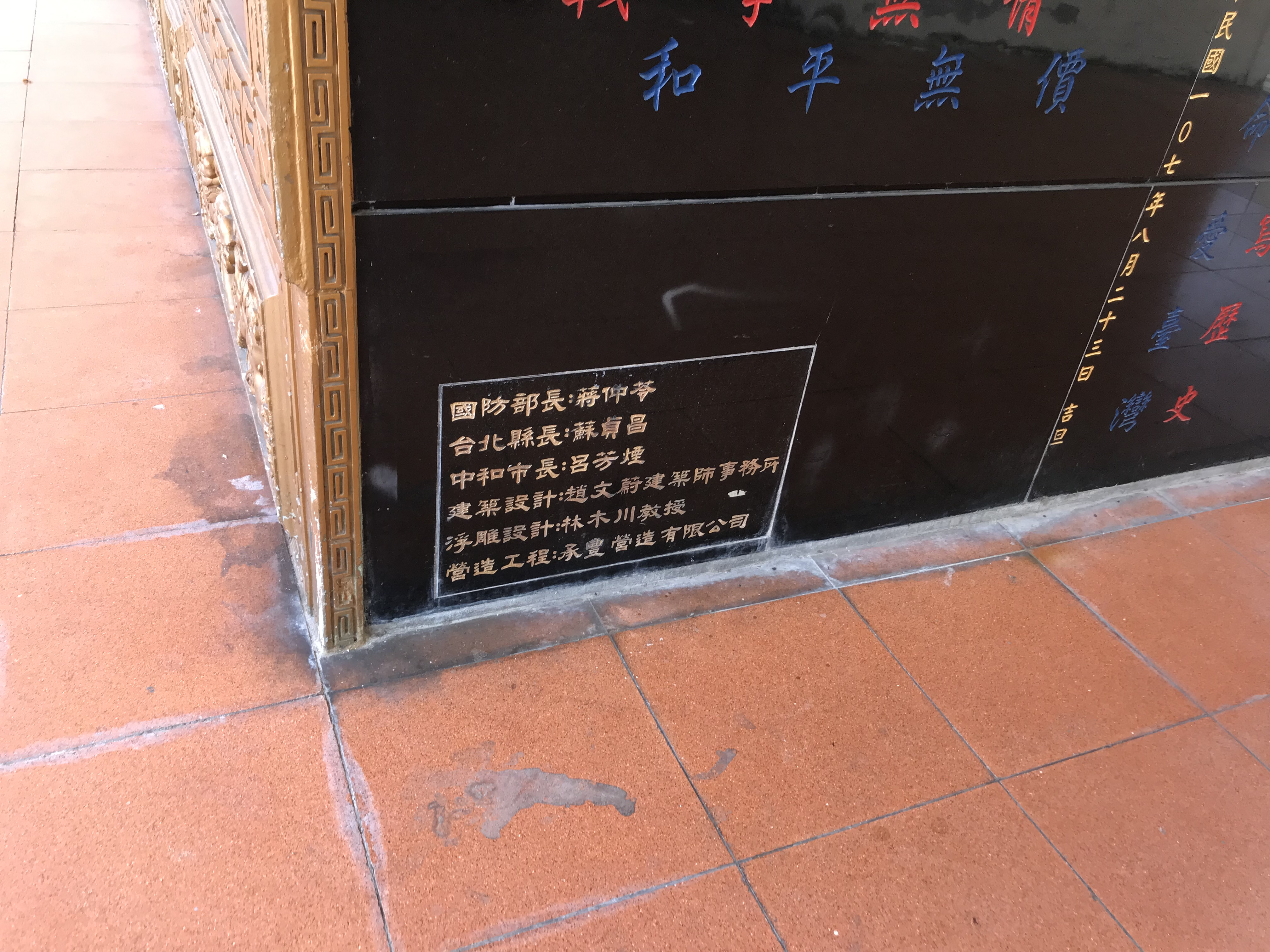
紀念碑一角

1998年8月11日，由中和市長呂芳煙在中和市公所主持的協調會上，以永和市安樂路旁改建戶為主的建商及部分永和居民陳俊良等多人，在國大代表賴勁麟、縣議員林雪琴、市民代表廖淑清與汪小龍陪同下，與八二三戰役戰友協會謝金順等人，及中和市民代表方國強、劉梅花、李肇南、張瑞山、徐秉賢、林平欽、呂宏昌協調，國防部主事者總政戰部副處長朱嘉陵、碑體設計人趙文蔚等人列席說明。市長及國防部官員不反對要求將設計更改，但表示已無經費預算拆掉重建。
1998年揭碑慶祝當天活動結束後，永和市安樂社區十多人在國大代表賴勁麟與市民代表徐秉賢陪同下，在安樂路上架起抗議布條，由中和市公所主任秘書劉聰助接受陳情。10月1日，面對民眾請願修改碑體或遷移，呂芳煙只同意會在旁植栽加強美化，至於遷移則請民意代表建議國防部再編預算覓地。

## 後續
紀念碑所在地原是屬於國立台灣圖書館用地，當時台北縣全面實施容積率，導致紀念碑在法律上是違建。碑到落成之日，依然未向縣政府申請建築執照且未向縣政府當局備案。紀念碑佔到圖書館容積率問題，因此圖書館興建延後，直到1999年5月27日第廿五次委員會通過審議。後來中央圖書館捐贈國立臺灣圖書館三百坪的地下室建立八二三勝利紀念館，於2005年8月19日八二三砲戰老兵在八二三紀念碑前紀念四十七年兼暨紀念館落成啟用。